# Tarrant Gunville
Tarrant Gunville – wieś w Anglii, w hrabstwie Dorset. Leży 33 km na północny wschód od miasta Dorchester i 154 km na południowy zachód od Londynu.